# Preseglie
Preseglie (Presèi in dialetto bresciano) è un comune italiano di 1 459 abitanti della provincia di Brescia in Lombardia. Il comune appartiene alla Comunità Montana della Valle Sabbia.

## Geografia fisica

### Territorio
Il paese occupa la parte nordorientale della cosiddetta "Conca d'Oro", nella Valsabbia. A nord si erge il monte Poffe (861 m s.l.m.), ammantato di boschi di rovere, castagno e conifere, e sulle cui pendici ondulate si distende il territorio del comune. 

### Sismologia
Secondo la Classificazione sismica il comune appartiene alla zona 2 (zona con pericolosità sismica media dove possono verificarsi terremoti abbastanza forti).

### Clima
Preseglie appartiene alla zona climatica E..

## Origini del nome
L'etimologia del nome è presumibilmente romana, collegata alla presenza nella zona di una colonia di prigionieri costretti a lavorare nelle miniere del monte Visello. Questi prigionieri la notte venivano riuniti in un castrum o castello, probabilmente localizzato nell'attuale contrada Piazza.
I prigionieri erano sorvegliati da legionari. Secondo la tradizione il nome del comune deriva dall'appello degli schiavi fatto ogni sera, al quale il sorvegliante rispondeva: "Praesens est ille"
Il termine con l'andar del tempo fu alterato in Presilli quindi, fra il secolo XV e XVII, in Preseio e Presei ed infine nel secolo XVIII in Preseglie.
Secondo altri invece il nome deriverebbe molto più semplicemente dal latino praedium che significa podere o fondo rurale. Sono infatti numerosissimi i fondi o "predi" in cui è diviso il territorio. Da predi a "presei", nome dialettale del paese, il passo sarebbe stato assai breve.

## Storia
Il territorio di Preseglie fu sfruttato per la ricchezza di metalli probabilmente fin da epoca romana e successivamente longobarda (il nome di una frazione, Gazzane, è tipicamente longobardo e verosimilmente deriva da gahagium = 'bosco demaniale"). Gran parte del territorio divenne proprietà del vescovo di Brescia e con esso anche le miniere di galena (ovvero piombo argentifero) esistenti nel territorio in particolare in località Pirla, Bamboi e Visello, nonché le miniere di rame, carbonato ed ossidato esistenti sempre in località Visello. Lo storico Theodor Mommsen ci ha lasciato una testimonianza del periodo romano-barbarico del paese censendo un'epigrafe (CIL 4894).
In un documento apografo del secolo XVI raccolto dal padre Luchi, conservato nell'archivio di stato di Brescia, si legge di una convenzione, risalente al 1244, dei nobili Sala o De Salis di Brescia, con la quale si obbligano a mantenere due gastaldi (funzionari della corte regia) per la sorveglianza delle miniere, dei minatori e della società: Gastaldos in loco Preselliarum (Presei) super facto arimeti (per argenti), qui Gastaldos debeant facere rationes inter medallos et laboratorihus medallorum e comporre società super vena argenti Preselliarum, que vena debeat stare in comuni utilitote eorum.
All'inizio del Rinascimento il comune appartenne alla famiglia Visconti di Milano e con il nome di Presellis fece parte della Quadra di Valle Sabbia. Preseglie diviene teatro degli scontri fra Milano e Venezia e, nel 1427, così come altri comuni vicini, entra stabilmente a far parte sia economicamente che dal punto di vista amministrativo, dei domini della Serenissima.
Nel 1440 il doge di Venezia, Francesco Foscari cede in feudo il territorio del paese (insieme a quelli di Odolo, Agnosine, e Abbione (Bione) a Galvano da Nozza, che aveva combattuto per Venezia "mostrando valore tra le militari fatiche" ed aveva perso suo figlio Aldreghino in battaglia.

### Simboli
(D.P.R del 24 dicembre 1986)
Il gonfalone è un drappo di bianco.

## Monumenti e luoghi d'interesse

### Architetture religiose

#### Il Santuario della Madonna di Visello
Il Santuario della Madonna di Visello, costruito nel 1527, si trova a circa 3 km di distanza dal nucleo principale del paese, in una valletta solitaria. In un'antica memoria diffusa e pubblicata nel 1614 dallo stampatore bresciano Paolo Rizzardi viene riferito che nel luogo dove si erge il santuario sarebbe apparsa la Madonna, vestita di un semplice abito bianco, accompagnata da due sante del paradiso.
Testimone dell'apparizione un certo Bonfadino Dossi, originario della frazione di Gazzane di Preseglie. Bonfadino, pastorello muto, è alle prese con il pascolo del suo gregge, quando la Vergine gli appare improvvisamente e gli comanda di avvisare i suoi concittadini della sua comparsa e del suo desiderio che nel luogo dell'apparizione venga eretto in suo onore un tempio per le preghiere.
La Vergine per vincere la diffidenza del pastore gli comanda di mungere una giovenca di soli sei mesi. Il Bonfadino allibito per la prima volta riesce a parlare ed esclama: "Ma la fa mìa el lat!" (Ma non fa latte!). In realtà il pastore riesce a mungere latte in abbondanza dall'animale. Convintosi della realtà dell'apparizione torna in paese e la gente, nel sentirlo parlare, gli credette.

Secondo la tradizione popolare il latte munto in quell'occasione dalla giovenca di pochi mesi si conservò per due anni e fu utilizzato per guarire numerosi infermi ritenuti incurabili, quali appestati ed affetti da colera, due tipi di epidemie molto frequenti in quel tempo.
Il proprietario del luogo ove era avvenuta l'apparizione, il nobile Giovanni Battista Montini, commosso al racconto del pastore, si affrettò a donare il terreno affinché fosse costruito un tempio alla Vergine, la qual cosa fu realizzata nel breve volgere di pochi anni.
Nello stesso periodo il Vescovo di Brescia ritenne di concedere un'indulgenza di quaranta giorni a tutti coloro che avessero visitato la Chiesa o elargito offerte per gli ornamenti.

Il santuario venne definitivamente consacrato il 21 settembre 1652, e il primo cappellano fu don Battista Montini. Con il trascorrere del tempo divenne però difficile trovare altri religiosi disposti a prestare custodia al santuario che venne quindi affidato ad un eremita, tale Giovanni Antonio Ferlinga di Preseglie. Il Ferlinga venne ricompensato per la dedizione mostrata con lo sfruttamento di un bosco di 7,58 pertiche, e granoturco, fieno, foglia di gelsi e i due terzi della frutta e dell'uva raccolte nel terreno cedutogli per il sostentamento.

## Geografia antropica
Il paese si caratterizza per difettare di un assetto territoriale unico, dividendosi infatti in numerose frazioni, per l'esattezza sette..
- Sottocastello: è il nucleo vitale del paese. I principali servizi ed edifici pubblici (municipio, farmacia, biblioteca, ambulatorio medico, scuola elementare e materna) trovano qui la loro ubicazione. In questa frazione si concentra anche la maggior parte dei negozi.
- Gazzane: la frazione più lontana da Sottocastello, molto ricca di laboratori artigianali. È sede dell'impianto di motocross "Galaello", teatro di numerose manifestazioni di livello regionale, nazionale ed internazionale.
- Piazza: è la terza frazione per popolazione ed ospita la chiesa parrocchiale dedicata ai Santi Pietro e Paolo (29 giugno), con adiacente il campo sportivo, nonché il cimitero Comunale.
- Quintilago: è con ogni probabilità la frazione più suggestiva e caratteristica. È interamente circondata da verdi prati e ricca di sorgenti d'acqua. Nella stagione autunnale il borgo sembra volersi ergere rispetto alle nebbie che tendono a circondarlo, simulando un quadro impressionista.
- Macenago: una frazione le cui case bellissime, proprietà di antichi signori, sembrano volersi arrampicare sulla ripida erta che le ospita.
- Zernago: davvero uno sparuto e bucolico borgo di case per lo più rurali, disposto al confine con il territorio della vicina Barghe.
- Ardessà: frazione nota nella zona per la ricercata sorgente d'acqua pura. Verdi campi e boschi ricchi di castagni l'avvolgono e circondano, come per volerle offrire rifugio e protezione.

## Società

### Evoluzione demografica
Abitanti censiti

### Etnie e minoranze straniere
Al 1º gennaio 2022 la popolazione straniera residente era di 102 persone, pari al 7,00% della popolazione totale. Le nazionalità maggiormente rappresentate in base alla loro percentuale sul totale della popolazione residente sono:
- Marocco 46
- Pakistan 13
- Ucraina 12

## Amministrazione
| Periodo        | Periodo   | Primo cittadino     | Partito              | Carica  | Note   |
| -------------- | --------- | ------------------- | -------------------- | ------- | ------ |
| 1956           | 1964      | Pietro Venturoni    | Democrazia Cristiana | Sindaco |        |
| 1964           | 1970      | Giuliano Mascadri   | Democrazia Cristiana | Sindaco |        |
| 1970           | 1985      | Alfredo Aristo      | Democrazia Cristiana | Sindaco |        |
| 29 maggio 1985 | 1990      | Enzo Caini          | lista civica         | Sindaco |        |
| 25 maggio 1990 | 1995      | Enzo Caini          | DC                   | Sindaco |        |
| 24 aprile 1995 | 2004      | Francesco Vassalini | lista civica         | Sindaco | [ 18 ] |
| 2004           | 2024      | Stefano Gaburri     | lista civica         | Sindaco | [ 19 ] |
| 2024           | in carica | Vania Girelli       | lista civica         | Sindaco |        |